# Paracyathus molokensis
Paracyathus molokensis är en korallart som beskrevs av Vaughan 1907. Paracyathus molokensis ingår i släktet Paracyathus och familjen Caryophylliidae. Inga underarter finns listade i Catalogue of Life.